# Velký Újezd
Velký Újezd (en allemand : Groß Aujest) est un bourg (městys) du district et de la région d'Olomouc, en République tchèque. Sa population s'élevait à 1 394 habitants en 2023.

## Géographie
Velký Újezd se trouve à 9,5 km au nord-ouest de Lipník nad Bečvou, à 17 km à l'est d'Olomouc, à 76 km au nord-est de Brno et à 227 km à l'est-sud-est de Prague.
La commune est limitée par zone militaire de Libavá au nord et à l'est, par Dolní Újezd au sud-est, par Výkleky au sud, et par Tršice et Daskabát à l'ouest.

## Histoire
La première mention écrite de la localité date de 1334. La commune a le statut de městys depuis le 12 avril 2007.

## Galerie

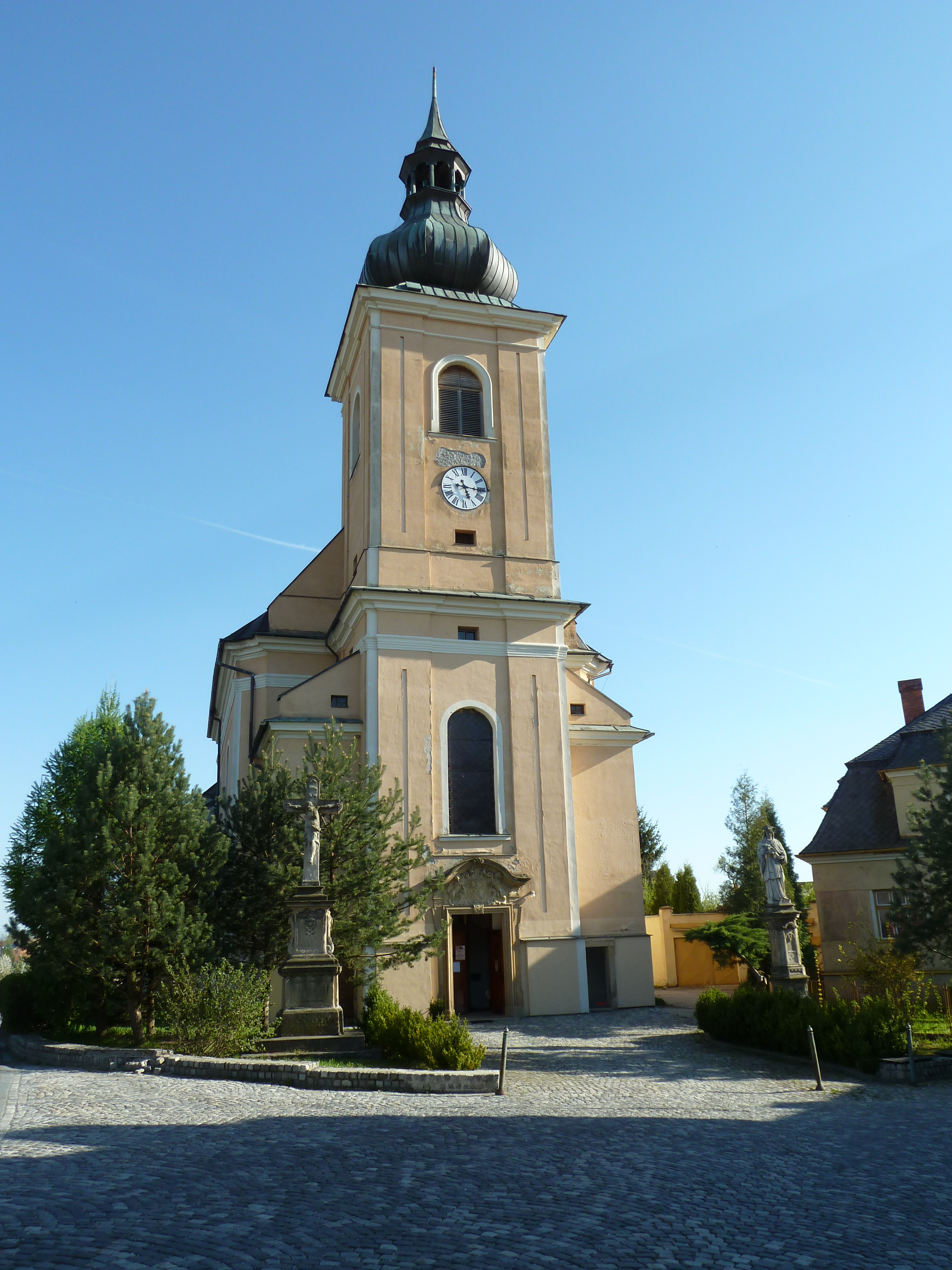
Église Saint-Jacques-le-Majeur.
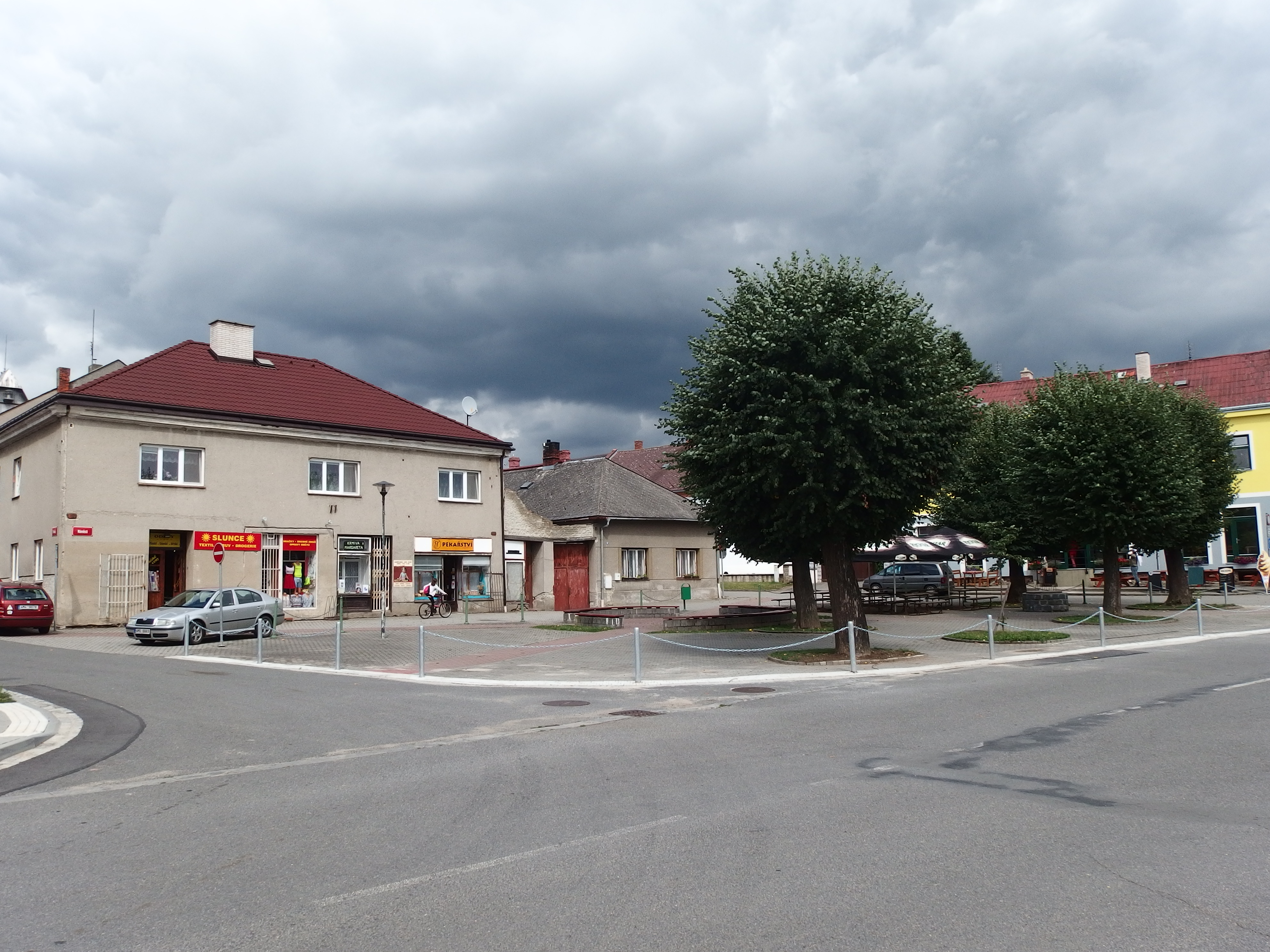
Place centrale.

## Transports
Par la route, Velký Újezd se trouve à 10,5 km de Lipník nad Bečvou, à 18 km d'Olomouc, à 97 km de Brno et à 284 km de Prague.

## Personnalités
- Jaroslav Švarc (1914-1942), militaire tchécoslovaque